# Eupithecia albigrisata
Euphitecia albigrisata es una especie de polilla de la familia Geometridae. La especie fue descrita por primera vez por Richard F. Pearsall habiendo sido descrita en 1909, con distribución en el Sureste de Estados Unidos. El holotipo de la especie fue descrita en los alrededores de Atlanta.

## Descripción
Es una polilla de mediana a pequeña, con una envergadura de 18 milímetros (0,7 plg). Los palpos bucales son de tamañoo moderado, con escamas rugosas de color gris oscuro. El tórax es gris oscuro, blanco en el extremo posterior. Las alas anteriores son de color gris plateado un poco pálido, con un tono más oscuro a lo largo de la costa del ala y subterminalmente. Desde la base hasta el espacio subterminal, las alas se ven atravesadas por unas ocho finas líneas grises, indistintas excepto en la costa y el margen interno, teniendo todo este espacio un aspecto blanquecino. Suele tener una línea discontinua de escamas negras que comienza desde un punto nublado en la costa, justo dentro del punto discal, gira hacia atrás y corre a lo largo de la vena hasta la base, extendiéndose también a lo largo de la segunda vena casi hasta el margen del ala.
Tiene una línea pálida extra discal que cruza la costa, luego forma un ángulo agudo hacia afuera y se curva suavemente hacia adentro hasta el margen interno, dividido por una línea de color gris, siendo su sección exterior de color blanco puro. Otra línea pálida central no blanca, crenulada, corre paralelo a la línea pálida extra discal. Una mancha gris oscura fuera de ella en el ángulo anal. Tiene otra franja gris plateada, larga, nublada en las venas. Desde la base hasta el subterminal, que es un tono más oscuro, el ala es de color blanquecino. Por debajo, el ala es un gris plateado pálido, con todas las líneas divididas en puntos. Es evidente una línea pálida extra discal en las alas anteriores. Una línea oscura va desde la costa hasta el punto discal, con una línea de sombra oscura en el exterior y paralela a ella, más oscura y ancha en la costa. El abdomen en su primer segmento es blanquecino, el segundo segmento es gris oscuro, el resto es gris pálido, con mechones gris oscuro. Las patas son de color gris oscuro.